# Langer Stein (Harburger Hügelland)
Der Lange Stein bei Vahrendorf im niedersächsischen Landkreis Harburg ist mit 129 m ü. NHN die höchste Erhebung des zur Luheheide gehörenden Harburger Hügellandes.

## Geographische Lage
Der Lange Stein erhebt sich 1,7 km südöstlich der Grenze von Niedersachsen zu Hamburg. Sein Gipfel liegt 750 m westlich des Vahrendorfer Ortskerns, 1,3 km nordnordwestlich von Sottorf und 550 m südöstlich von Alvesen; sie alle sind Ortsteile der Gemeinde Rosengarten. Etwa 430 m nordöstlich befindet sich der Gipfel des Kiekebergs.
Auf dem Langen Stein liegen Teile des Landschaftsschutzgebiets Rosengarten–Kiekeberg–Stuvenwald (CDDA-Nr. 323951; 1965 ausgewiesen; 58,688 km² groß).

## Naturräumliche Zuordnung
Der Lange Stein gehört in der naturräumlichen Haupteinheitengruppe Lüneburger Heide (Nr. 64) und in der Haupteinheit Luheheide (644) zur Untereinheit Harburger Hügelland (644.0). Nach Nordwesten und Westen leitet die Landschaft in die zum Naturraum Schwarze Berge (640.00) gehörenden Harburger Berge über.